# Berné
Berné (bretonisch: Berne) ist eine französische Gemeinde mit 1558 Einwohnern (Stand 1. Januar 2022) im Département Morbihan in der Region Bretagne. Sie gehört zum Gemeindeverband Roi Morvan Communauté.

## Geographie
Berné liegt im Nordwesten des Départements Morbihan an der Grenze zum Département Finistère und gehört zum Pays du Roi Morvan.
Nachbargemeinden sind Priziac und Saint-Caradec-Trégomel im Norden, Kernascléden im Nordosten, Inguiniel im Osten, Plouay im Südosten und Süden, das im Département Finistère gelegene Guilligomarc’h im Südwesten sowie Meslan im Westen.
Der Ort selber liegt etwas abseits von wichtigen Durchgangsstraßen. Einige Kilometer südwestlich von Berné führt die D769 von Saint-Pol-de-Léon nach Lorient durch die Gemeinde. Die wichtigste überregionale Straßenverbindung ist die N165 weiter im Süden.
Die bedeutendsten Gewässer sind der Fluss Scorff sowie die Bäche Kerloas, La Gare, Kervazo, Kerustang und Landordu. Auf Gemeindegebiet befinden sich mehrere Teiche. Berné hat zudem Anteil am Étang de Pont Callec, einem See. Eine bedeutende Fläche des Gemeindeareals ist von Wald bedeckt. Das größte Waldstück heißt Forêt Domaniale de Pont Callec.

## Bevölkerungsentwicklung
| Jahr      | 1962 | 1968 | 1975 | 1982 | 1990 | 1999 | 2006 | 2019 |
| Einwohner | 1685 | 1592 | 1508 | 1425 | 1350 | 1316 | 1324 | 1544 |

## Geschichte
Die Gemeinde gehört historisch zur bretonischen Region Bro Gwened (frz. Vannetais) und innerhalb dieser Region zum Gebiet Bro Bourlet (frz. Pays Pourlet) und teilt dessen Geschichte. Berné war von 1793 bis zu dessen Auflösung 1801 Hauptort des Kantons Berné. Seither ist der Ort dem Kanton Le Faouët zugeteilt.

## Sehenswürdigkeiten
- Kirche Saint-Brevin aus dem 16. und 17. Jahrhundert
- Kapelle Sainte-Anne in Pont-Calleck aus dem 17. Jahrhundert (ursprünglich Teil der Klosteranlage von Pluméliau)
- Kapelle Sainte-Anne-des-Bois beim Schloss von Pont-Calleck aus dem Jahr 1866
- Kapelle Sacré-Cœur an der Straße nach Meslan aus dem Jahr 1902; zu Ehren des Aufstands der Chouans
- Menhir von Kerlivio
- Schloss Pont-Calleck aus dem Jahr 1882; heute das Institut Saint-Thomas d'Aquin
- Landgut von Tety aus dem 17. Jahrhundert
- Kreuz de la nation aus dem 16. Jahrhundert
- Brunnen Saint-Méen aus dem 16. Jahrhundert
- Alte Mühlen von Poulhibet und Forge de Pont-Callec

Quelle:

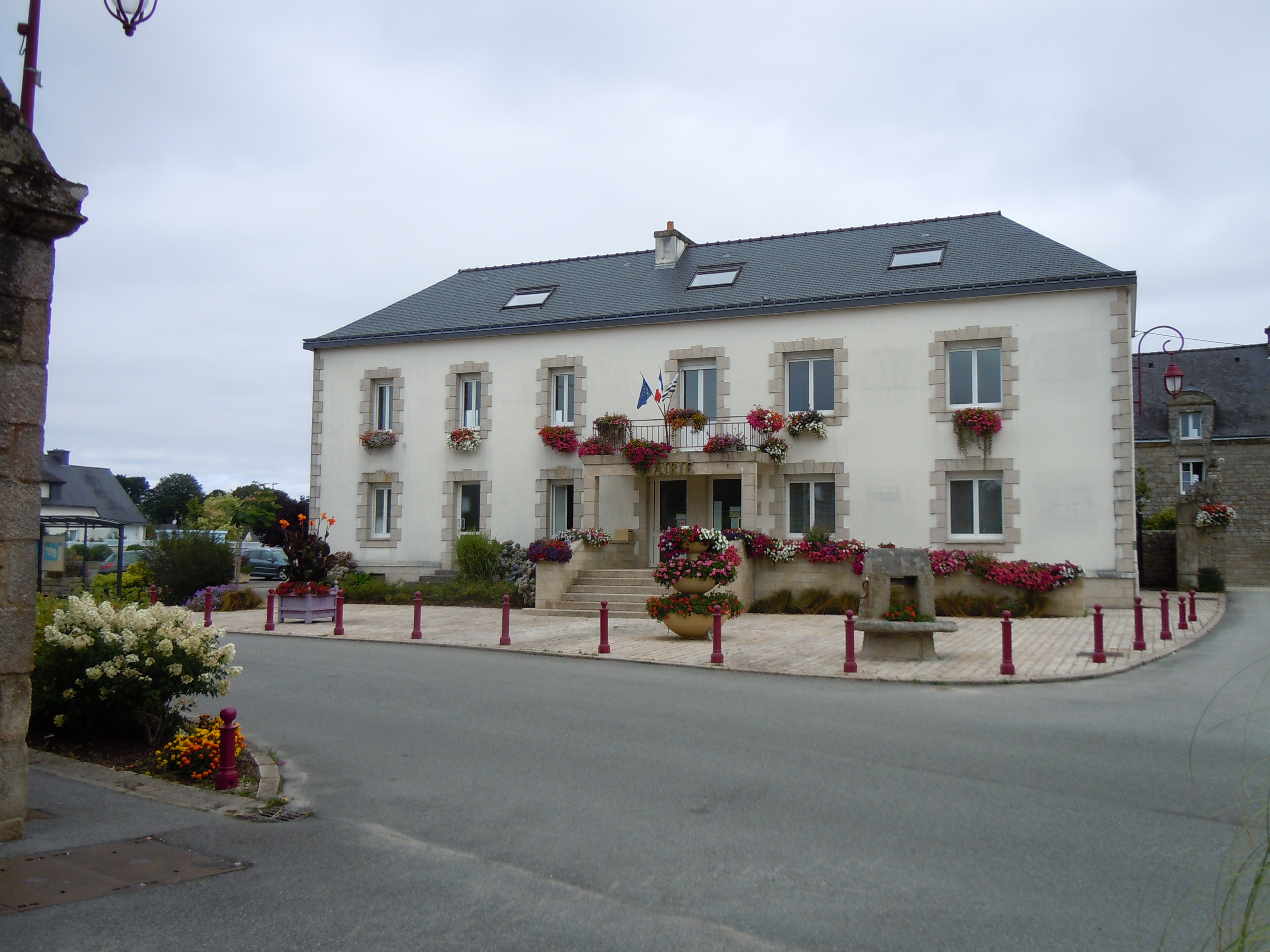
Mairie Berné
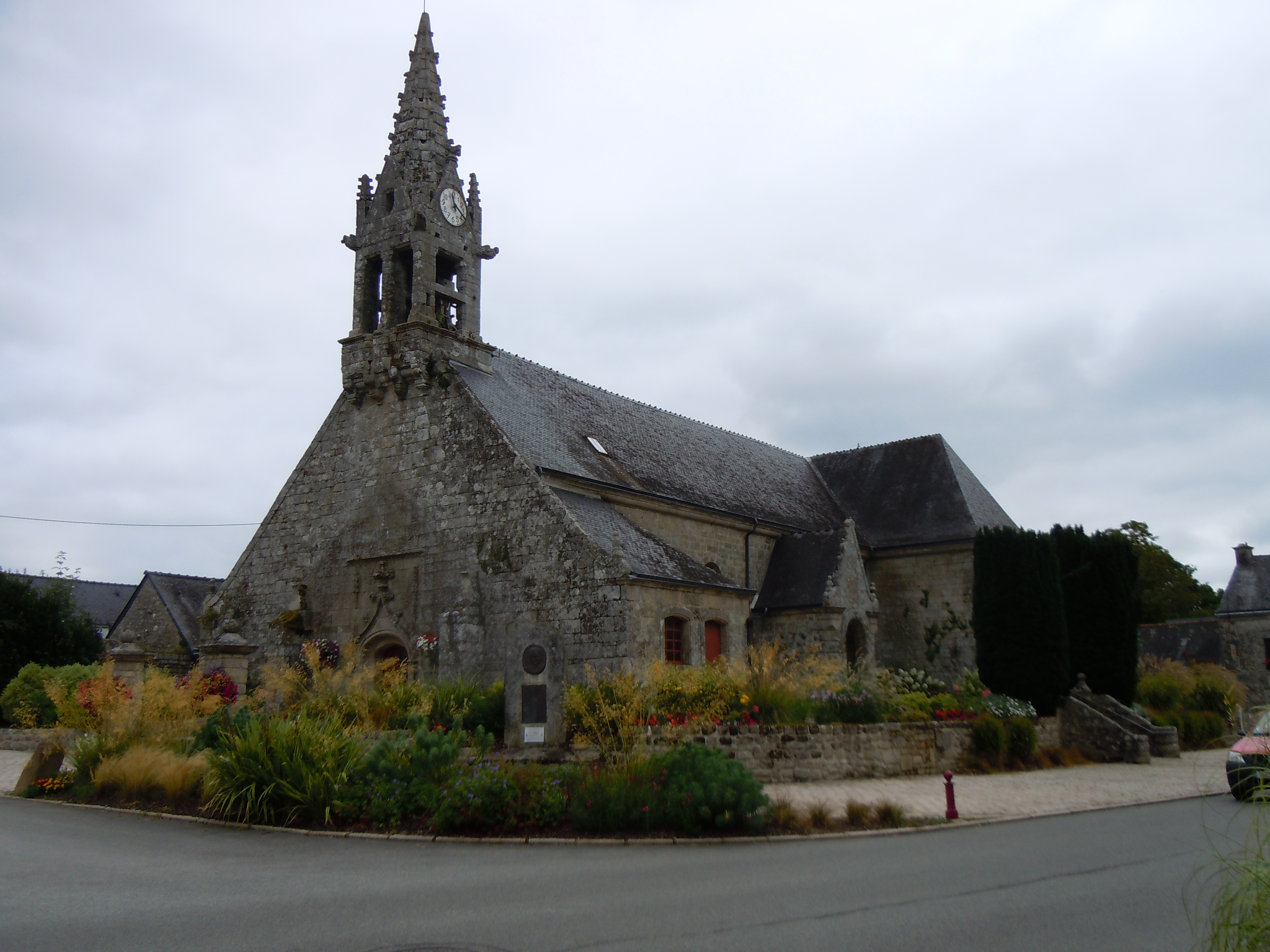
Kirche Saint Brévin in Berné
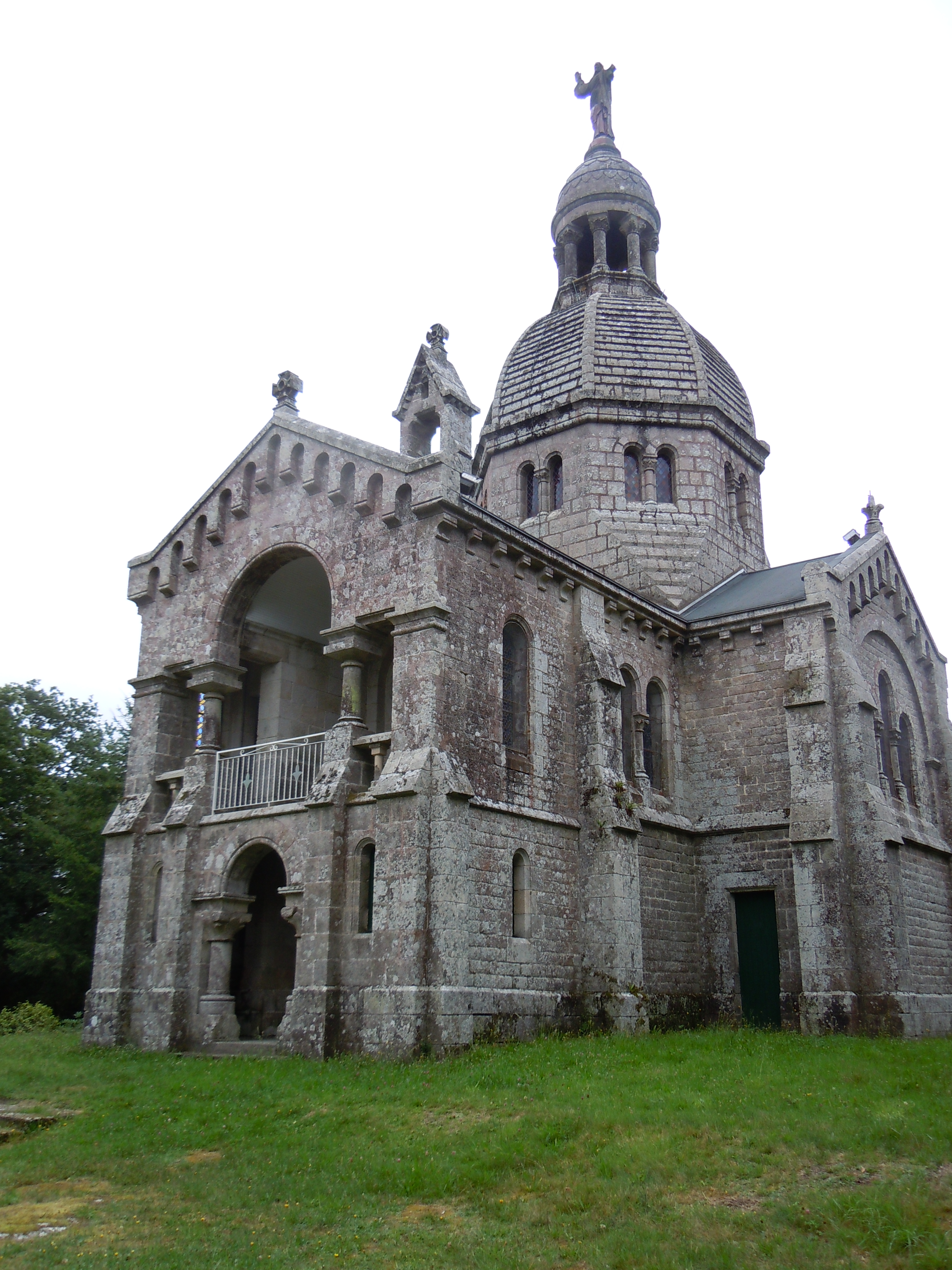
Kapelle Sacré-Cœur in Berné
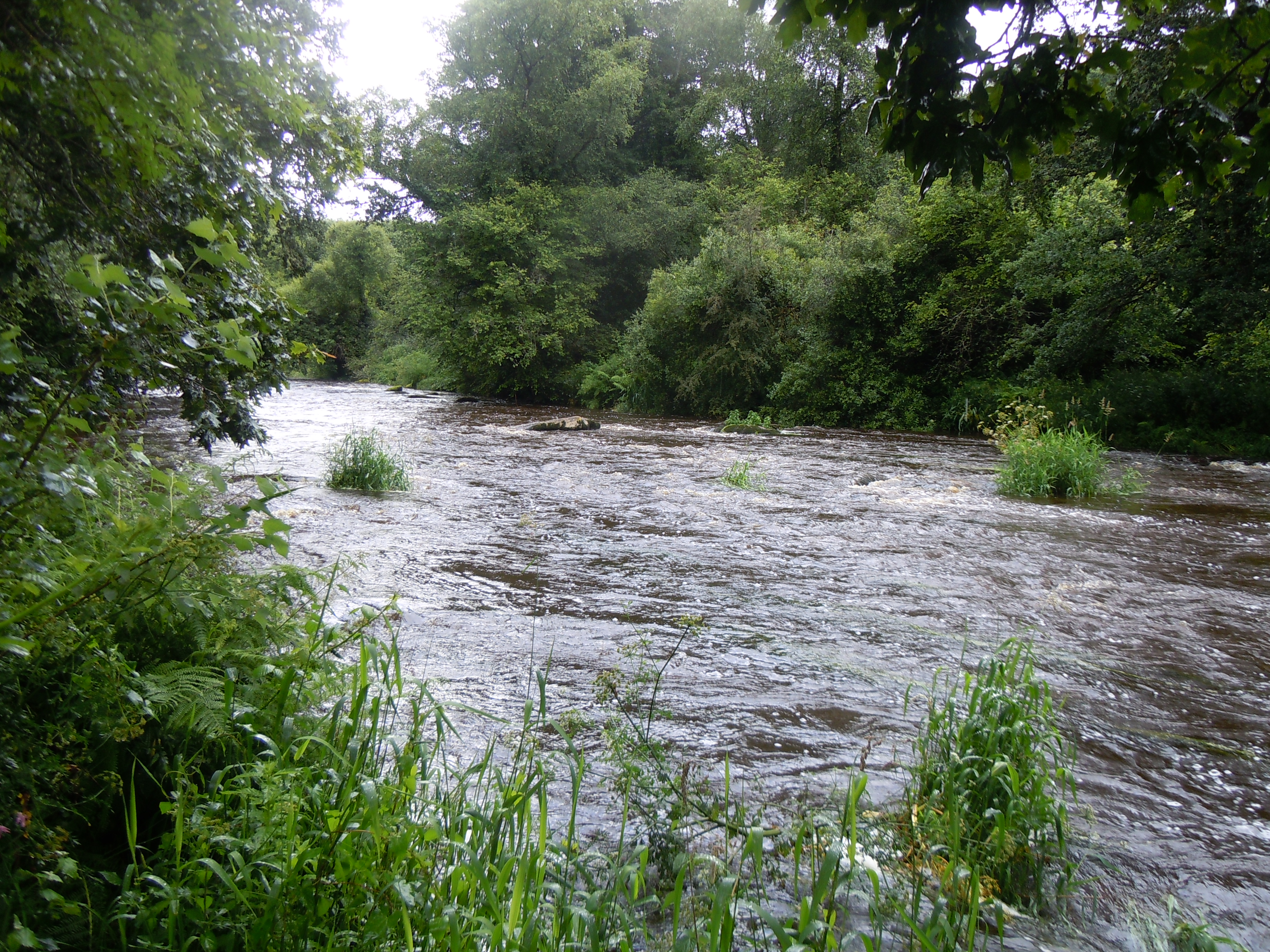
Der Fluss Scorff bei Pont-Callec
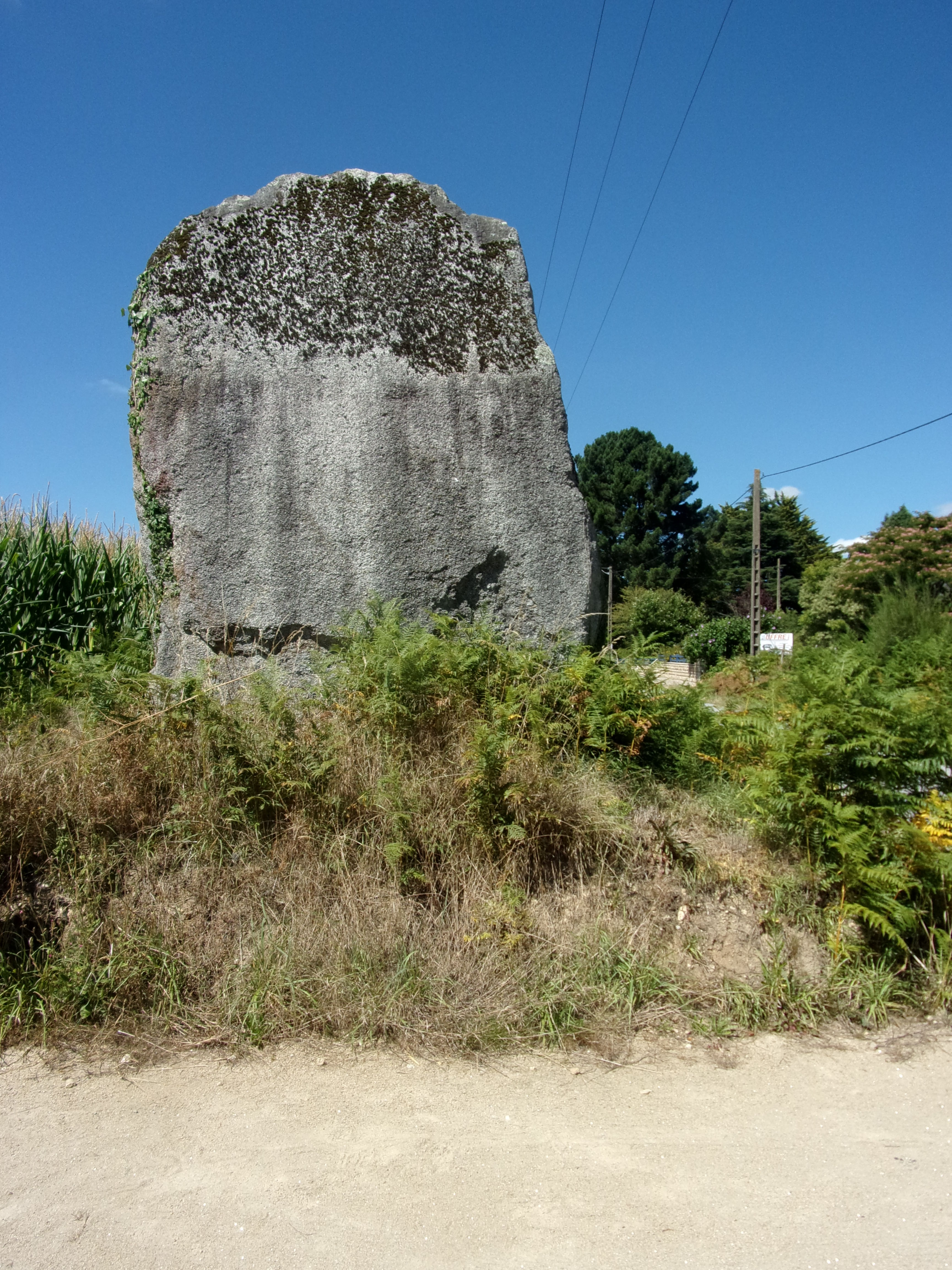
Menhir von Kerlivio
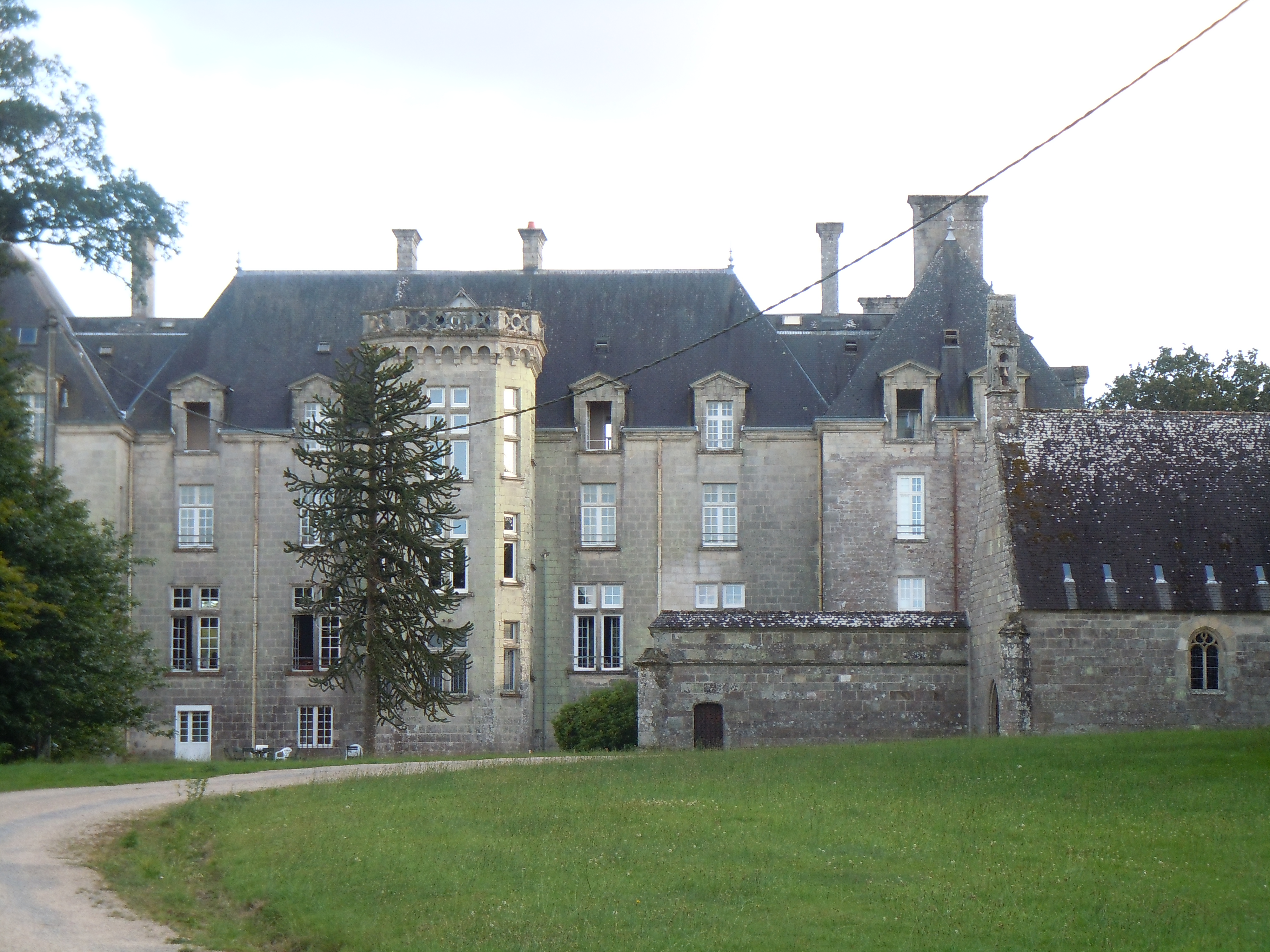
Schloss Pont Callec
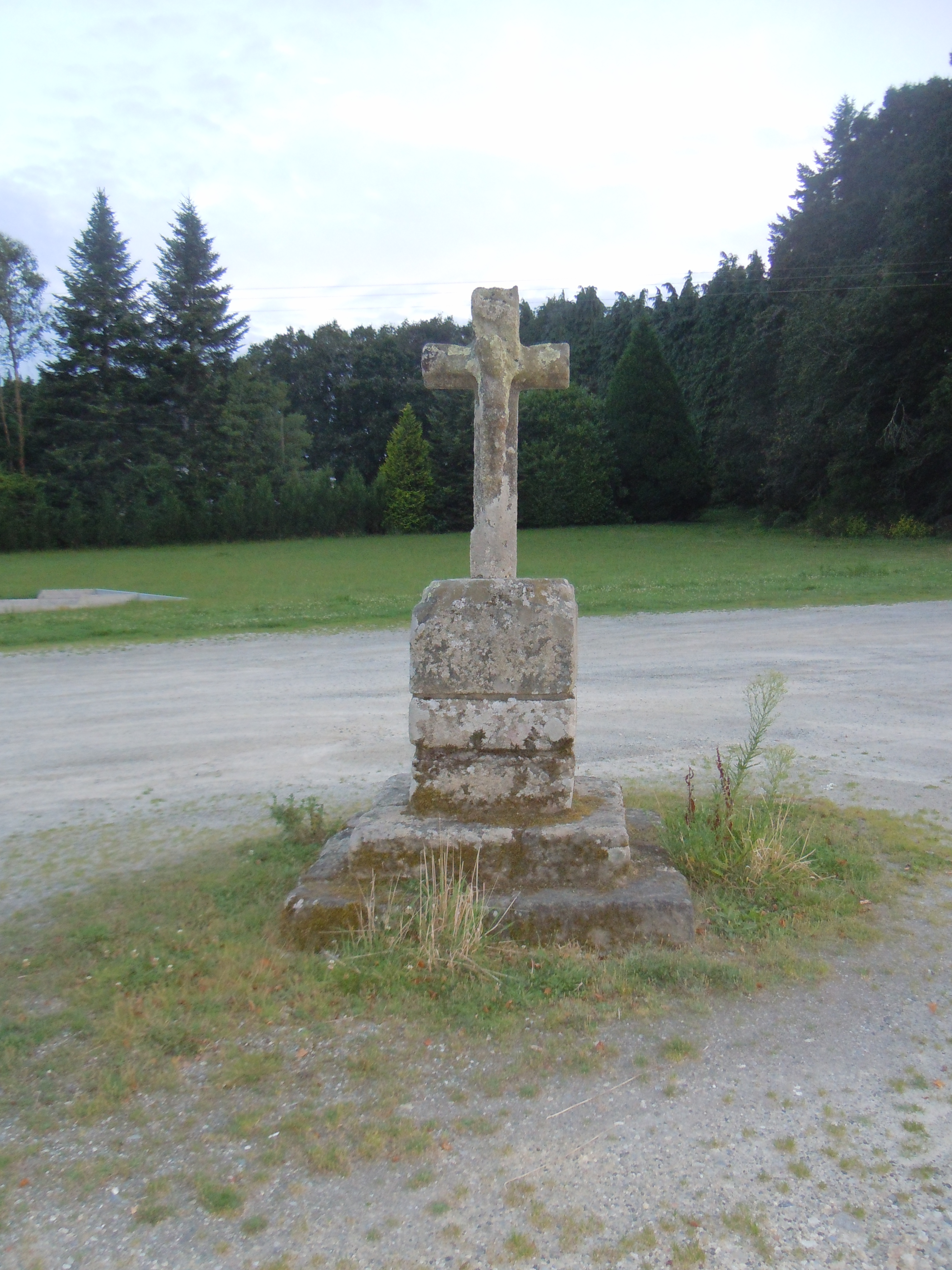
Das Kreuz de la nation
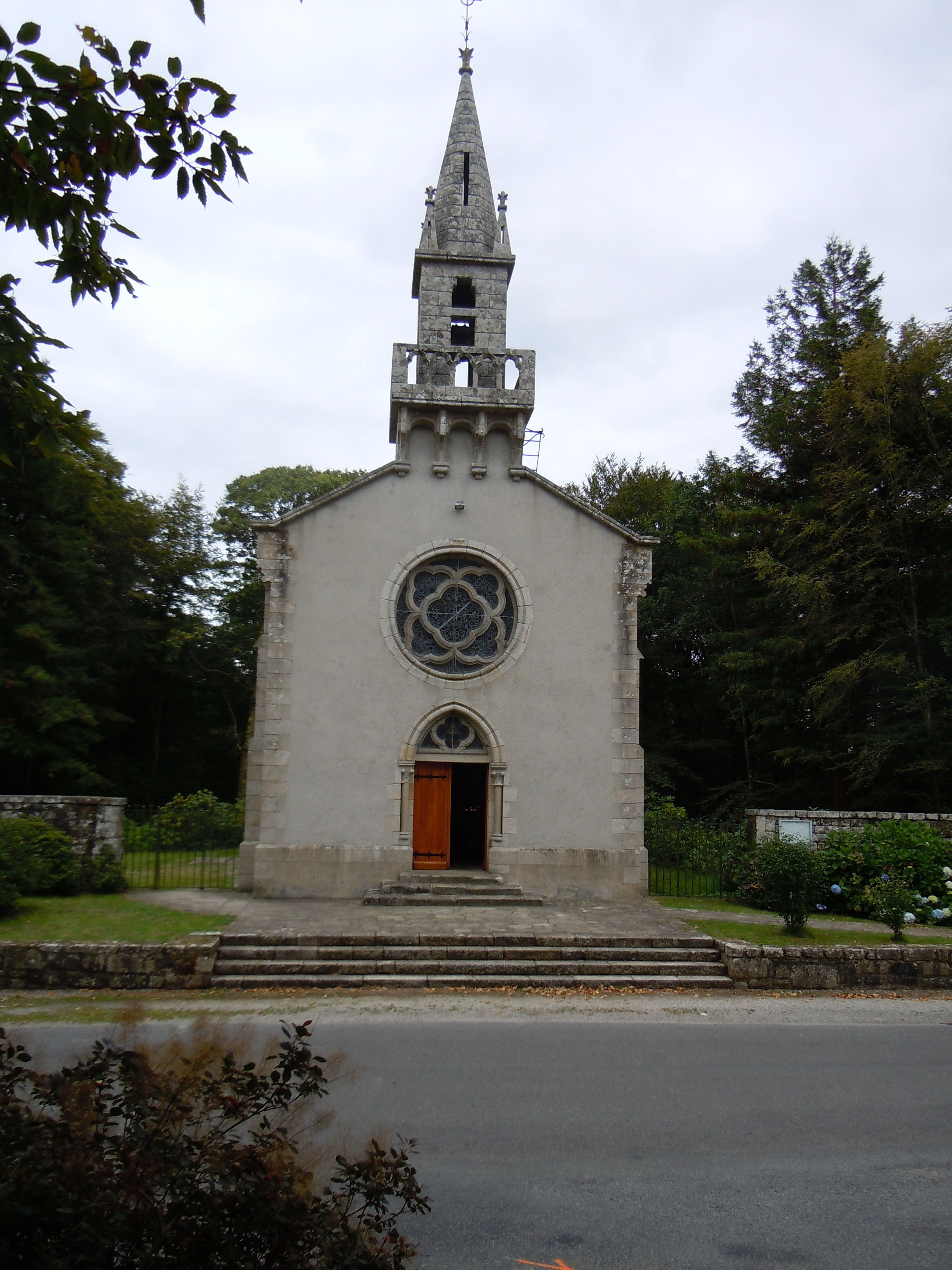
Kapelle Sainte-Anne-des-Bois